# Tenacidad
En ciencia de materiales, la tenacidad es la energía de deformación total que es capaz de absorber o acumular un material antes de alcanzar la rotura en condiciones de impacto, por acumulación de dislocaciones. Se debe principalmente al grado de cohesión entre moléculas. En mineralogía la tenacidad es la resistencia que opone un mineral u otro material a ser roto, molido, doblado, desgarrado o suprimido.
Nótese que para un material viscoelástico dicha energía dependería de la evolución de velocidad de deformación, mientras que en materiales elastoplásticos es independiente de ellos.

## Medida de la tenacidad

Relación entre el esfuerzo y la deformación. La resiliencia es el área bajo la curva en la zona verde, la tenacidad el área conjunta bajo la curva en las zonas verde y amarilla.

Si se somete una probeta de sección constante a un ensayo de tracción cuasiestático la tenacidad puede medirse como:

{\displaystyle T=\int _{0}^{\varepsilon _{R}}\sigma (\varepsilon )\ d\varepsilon }

Donde:
{\displaystyle \sigma \,} es la tensión máxima del material
{\displaystyle \epsilon \,} es la deformación máxima del material
{\displaystyle \epsilon _{R}\,} es la deformación de rotura del material
Por definición la tenacidad es siempre mayor que la resiliencia:

{\displaystyle T>U_{r}=\int _{0}^{\varepsilon _{y}}\sigma (\varepsilon )\ d\varepsilon }

Dado que {\displaystyle \varepsilon _{R}>\varepsilon _{y}\,}

## Términos relacionados
Otras propiedades de los materiales que no deben ser confundidas con la tenacidad, se refieren a que un material puede presentar:
- Resiliencia: Capacidad para volver al estado original elásticamente antes de deformarse permanentemente (medido en energía de deformación máxima por unidad de volumen). Similar a la tenacidad, que mide la energía absorbida hasta la rotura.
- Elasticidad: Facilidad para recobrar su forma primitiva al ser retirada la fuerza que lo ha deformado.
- Plasticidad: Facilidad para conservar la forma final una vez que termina la carga que lo deformaba (opuesto a elasticidad).
- Frágilidad: Facilidad en romperse, al ser sometido a tracción, antes de sufrir deformaciones permanentes significativas.
- Ductilidad: Facilidad en deformarse permanentemente sin romperse al ser sometido a tracción, estirándose en forma de hilos.
- Maleabilidad: Facilidad de deformarse permanentemente en hojas delgadas por percusión.
- Séctilidad: Facilidad para cortar en virutas delgadas con un cuchillo.
- Dureza: Facilidad para rayar otros materiales; o dificulatad para ser rayado por otro material.